# Jiří Kuthan
Jiří Kuthan (* 13. června 1945 Písek) je český historik a historik umění, bývalý vedoucí Ústavu dějin křesťanského umění na Katolické teologické fakultě Univerzity Karlovy. Odborně se zabývá především architekturou a uměním doby posledních Přemyslovců, Lucemburků a Jagellonců.

## Život
Po studiu na gymnasiu v Písku absolvoval (1963–1968) studium historie a dějin umění na Filozofické fakultě Univerzity Karlovy (prof. J. Pešina, J. Homolka, J. Kropáček, P. Wittlich). Ve své diplomové, rigorózní a kandidátské práci se zabýval středověkou architekturou jižních Čech.
V letech 1968–1969 pracoval jako odborný pracovník v Alšově jihočeské galerii v Hluboké nad Vltavou a člen redakce revue Arch, poté jako redaktor v nakladatelství Artia v oddělení publikací o umění (1969–1972). V letech 1972–1977 pracoval jako historik umění na Útvaru hlavního architekta města Prahy, 1977–1983 byl odborným pracovníkem Středočeského muzea v Roztokách u Prahy. Od 1. ledna 1984 nastoupil jako vědecký pracovník do Ústavu dějin umění ČSAV. V letech 1988-1989 absolvoval studijní pobyt v Německu umožněný nadací Konrad-Adenauer-Stiftung.
Od roku 1990 vyučuje dějiny umění a památkové péče na Katolické teologické fakultě Univerzity Karlovy. V letech 1994–1995 byl hostujícím profesorem na Technické univerzitě v Berlíně na Ústavu pro dějiny umění. V roce 1996 se habilitoval na Univerzitě Palackého v Olomouci a v roce 1997 získal titul DrSc. Od roku 2001 působí i v Ústavu pro dějiny umění Filozofické fakultě Univerzity Karlovy. Dne 15. května 2002 byl jmenován profesorem pro dějiny umění na Univerzitě Karlově a v letech 2003–2018 vedl Ústav dějin křesťanského umění Katolické teologické fakulty Univerzity Karlovy. Je rytířem papežského řádu svatého Řehoře Velikého a komturem orleánské obedience Vojenského a špitálního řádu sv. Lazara Jeruzalémského. V letech 2006–2007 krátce působil jako proděkan pro vědu na FF UK.
V letech 2005–2012 člen vědecké rady Centra medievistických studií AV ČR a UK, od roku 2013 člen Vědecké rady Univerzity Karlovy, od roku 2015 člen vědecké rady Grantové agentury ČR.

### Ocenění
- 2005 – Herderova cena, Vídeňská univerzita: Za příspěvek k zachování a rozmnožení evropského kulturního dědictví v intencích mírového porozumění národů
- 2005 – medaile Arnošta z Pardubic udělovaná Katolickou teologickou fakultou Univerzity Karlovy
- 2010 – zlatá Svatovojtěšská medaile udělená arcibiskupem pražským a primasem českým Dominikem Dukou
- 2011 – Dr.h.c. (Technická univerzita v Drážďanech)
- 2013 – pamětní medaile města Třebíče u příležitosti 10. výročí zápisu historických památek města Třebíče – Židovské čtvrti, židovského hřbitova a baziliky sv. Prokopa v Třebíči do Seznamu světového dědictví UNESCO
- 2015 – zlatá medaile Univerzity Karlovy
- 2015 – papežský rytířský Řád svatého Řehoře Velikého, předán v Praze v katedrále sv. Víta 21. listopadu 2015
- 2016 – medaile Josefa Hlávky
- 2016 – cena ministryně školství, mládeže a tělovýchovy za rok 2016 za mimořádné výsledky výzkumu, experimentálního vývoje a inovací (společně s prof. Janem Roytem)
- 2016 – Cena města Havlíčkův Brod za nejkrásnější knihu veletrhu - za knihu Karel IV. - císař a český král, spolu s Janem Roytem[6]
- 2022 – Čestná oborová medaile Františka Palackého[7]